# Jakubany
Jakubany és un poble i municipi d'Eslovàquia. Es troba a la regió de Prešov, al nord del país.

## Història
La primera referència escrita de la vila data del 1322.

## Demografia
| Godina             | 1994 | 2004    | 2014    | 2024   |
| ------------------ | ---- | ------- | ------- | ------ |
| Nombre de persones | 2218 | 2488    | 2740    | 2924   |
| Diferència         |      | +12,17% | +10,12% | +6,71% |

| Godina             | 2023 | 2024   |
| ------------------ | ---- | ------ |
| Nombre de persones | 2915 | 2924   |
| Diferència         |      | +0,30% |